# Коефициент
Коефициент в математиката е постоянен множител на даден обект. Обектът може да бъде променлива, вектор, функция и др. Например, коефициентът в 9x2 е 9х. В някои случаи обектите и коефициентите се индексират по един и същ начин, образувайки изрази като
{\displaystyle a_{1}x_{1}+a_{2}x_{2}+a_{3}x_{3}+\cdots }
където an е коефициентът на променливата xn за всяко n = 1, 2, 3, …
В един полином (многочлен) P(x) на една променлива x, коефициентът на xk може да се индексира с k:
{\displaystyle P(x)=a_{k}x^{k}+\cdots +a_{1}x^{1}+a_{0}}
За най-голямото k, за което ak ≠ 0, ak се нарича „старши коефициент“ на P и най-често полиномите се записват, започвайки с най-високата степен на x (напр. x5 + x4 + x2...).
В линейната алгебра, старшият коефициент на един ред от една матрица е първият ненулев елемент в този ред. Така например, ако е дадена матрицата
{\displaystyle M={\begin{bmatrix}1&2&0&6\\0&2&9&4\\0&0&0&4\\0&0&0&0\end{bmatrix}}}
1 е старши коефициент в първия ред, 2 е старши коефициент във втория ред, 4 – в третия, а последният ред няма старши коефициент.
Важни коефициенти в математиката са биномните коефициенти, коефициентите в твърдението на биномната теорема, които могат частично да се намерят с триъгълника на Паскал.